# Clarke Scholes
Clarke Currie Scholes (Detroit, 25 novembre 1930 – Detroit, 5 febbraio 2010) è stato un nuotatore statunitense, specializzato nello stile libero.

## Palmarès

### Olimpiadi
- Oro a Helsinki 1952 nei 100 metri stile libero.

### Giochi panamericani
- Oro a Città del Messico 1955 nei 100 metri stile libero.
- Oro a Città del Messico 1955 nella staffetta 4x100 metri misti.